# George Varnell
George Varnell (George Marshall Varnell; * 10. August 1882 in Chicago; † 4. Februar 1967 in Seattle) war ein US-amerikanischer Hürdenläufer.
Bei den Olympischen Spielen 1904 in St. Louis wurde er jeweils Vierter über 200 m Hürden und 400 m Hürden.